# Blaí Briuga
Blaí Briuga, dans la mythologie celtique irlandaise, est l’aubergiste du roi Conchobar Mac Nessa, il apparaît dans plusieurs récits du Cycle d'Ulster, notamment dans Aided Cheltchair. Son nom désigne son emploi, qui est de donner à manger aux guerriers Ulates, brug signifie « résidence, hôtel ». On le dit très riche, propriétaire d’un vaste domaine et de « sept troupeaux de sept fois vingt vaches ». Dans le texte Compert Con Culainn (La Conception de Cúchulainn), il est cité comme l’un des pères nourriciers de Cúchulainn.
Une geis (interdit ou obligation, proféré par un druide) le contraint à coucher avec toute femme de passage, qui n’est pas accompagnée de son époux. Ce qu’il fait avec Brig Bretach, l’épouse de Celtchar. Pour laver l’affront, celui-ci le tue d’un coup de lance dans la résidence royale d’Emain Macha, à l’endroit même où le souverain Conchobar et Cúchulainn disputent une partie d’échecs.
Ses rôles d’aubergiste et d’amant le catégorise dans la troisième des fonctions indo-européennes.